# میگل موری
میگل موری (اسپانیایی: Miguel Mori‎; ۱۷ مهٔ ۱۹۴۳ – ۱۳ آوریل ۲۰۰۹) بازیکن فوتبال اهل آرژانتین بود.
از باشگاه‌هایی که در آن بازی کرده‌است می‌توان به باشگاه فوتبال ایندپندینته، باشگاه فوتبال راسینگ، باشگاه فوتبال نیولز اولد بویز، و باشگاه ورزشی آئوداکس ایتالیانو اشاره کرد.